# Viking (vikingaskepp)
För andra betydelser, se Viking (olika betydelser).
Viking är ett 
vikingaskepp som är en replik av Gokstadsskeppet. Hon byggdes 1893 på Framnæs Skibsværft i Sandefjord i Norge och seglades över Atlanten med en besättning på 12 man. Resan började den 30 april 1893 i Bergen och gick via Newfoundland till New York. Viking fortsatte seglatsen via Hudsonfloden och Eriekanalen till de stora sjöarna och avslutade den på Världsutställningen i Chicago den 12 juli 1893.

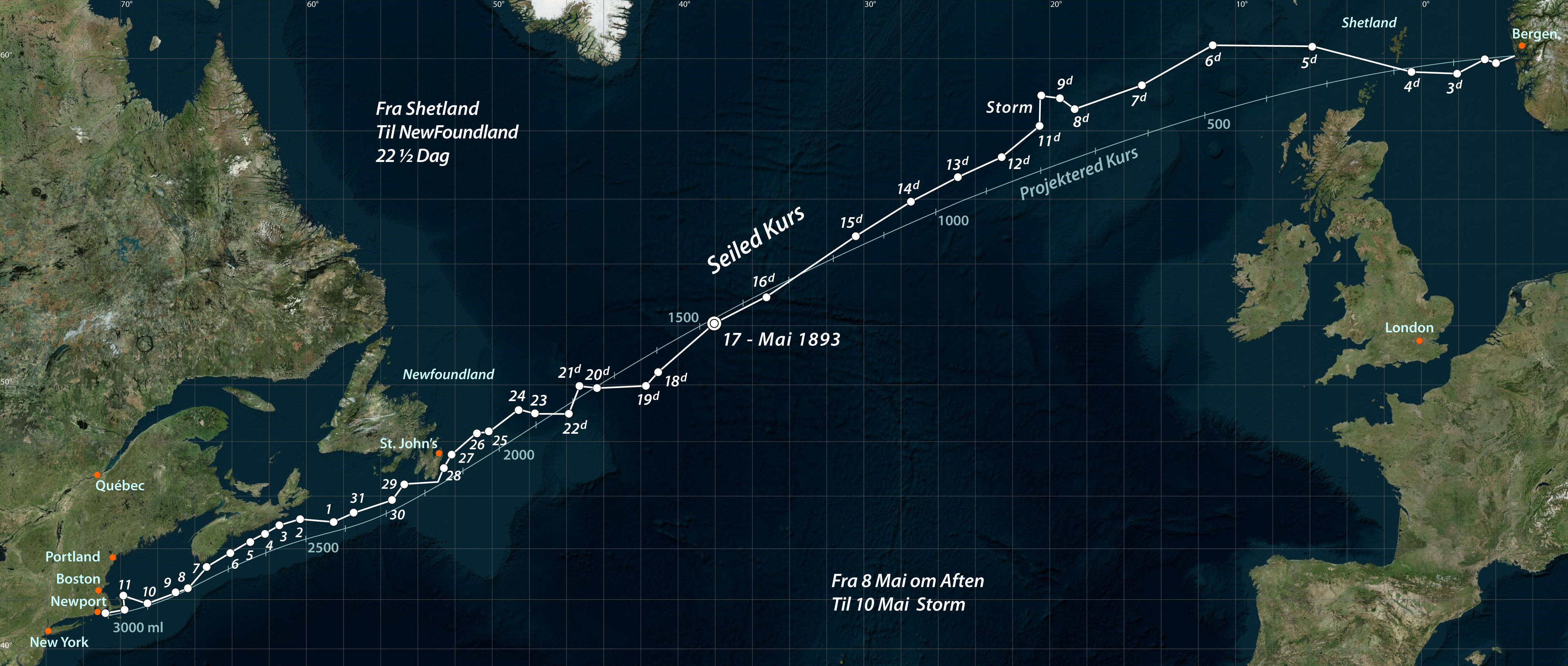
Rutten över Atlanten.

Efter utställningen seglade hon nerför Mississippifloden 
till New Orleans där hon låg under vintern och bogserades tillbaka till Chicago och Field Columbian Museum året efter. Viking renoverades 1919 och flyttades till en inhägnad med trätak i Lincoln Park. När Lincoln Park Zoo skulle utvidgas 1993 flyttades skeppet till Good Templar Park i Geneva. 
Hon förföll successivt och 2007 betecknades vikingaskeppet och dess överbyggnad som en av de mest hotade historiska platserna i Illinois.
År 2012 övertogs Viking av föreningen Friends of the Viking Ship som håller på att renovera vikingaskeppet.